# Trichechus

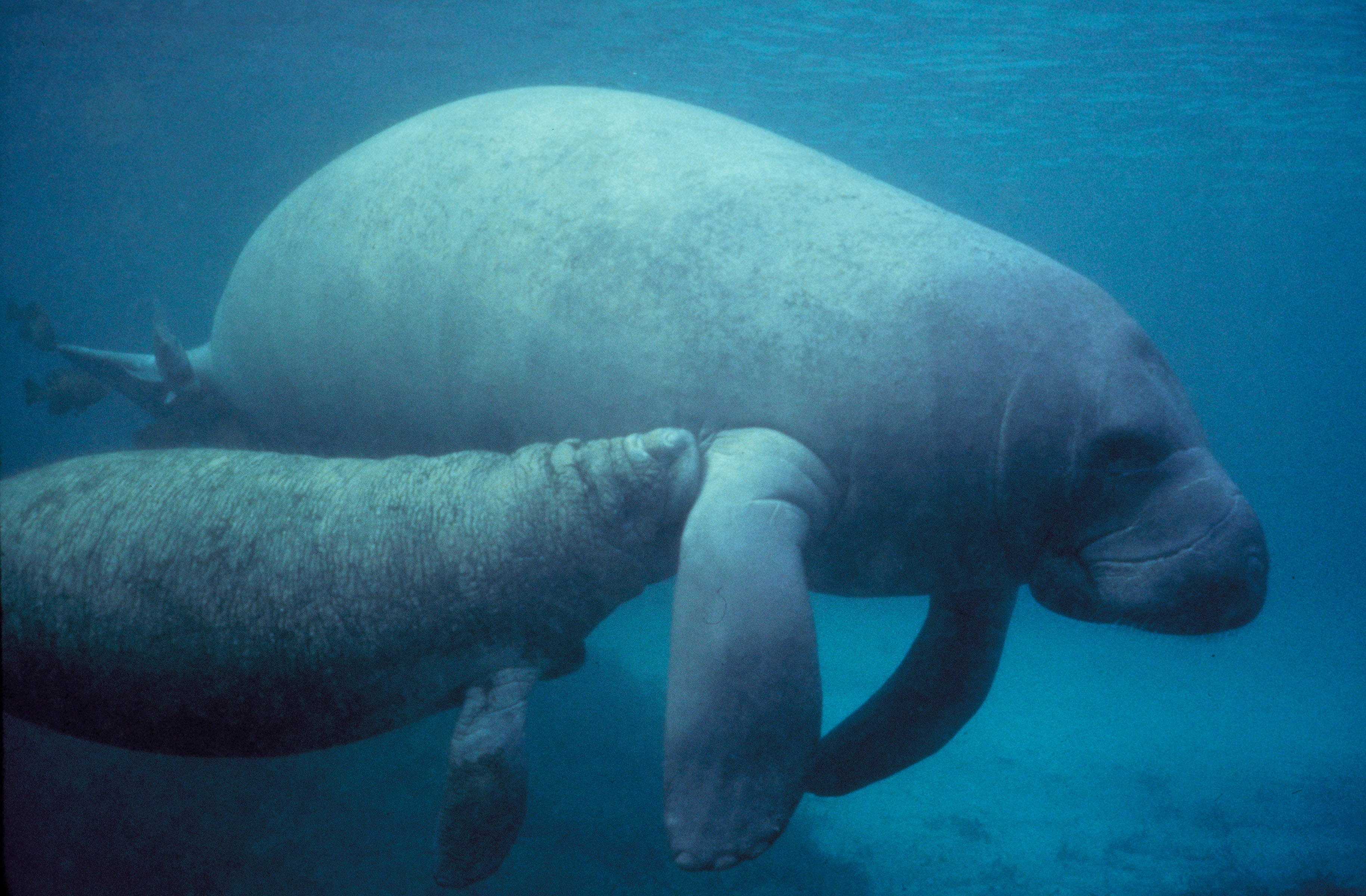
Manatí con su cría

Trichechus es un género de mamíferos sirénidos de la familia Trichechidae, siendo el único representante de esta familia. Son conocidos como manatíes o vacas marinas. 
Son apacibles herbívoros que pasan la mayor parte de su tiempo buscando e ingiriendo las plantas ribereñas y del lecho marino de aguas poco profundas. Viven en aguas tanto dulces como saladas, cerca de las costas, en América y África. Su único depredador es el hombre; y aunque no existen registros, se presume que con poca frecuencia las orcas podrían atacarlos, puesto que, por ser grandes, lentos y gordos, parecen una presa ideal para estos depredadores; sin embargo, debido a la distribución de los triquéquidos, que principalmente se da en aguas costeras y de relativa baja profundidad (y frecuentemente en aguas dulces) de los trópicos, en donde las orcas aparecen en raras ocasiones, se cree que  escapan de su depredación.

## Nombre
La palabra "manatí" en la lengua indígena caribeña, significa "con mamas". Otra teoría propone que el término manatus proviene del vocablo griego μανάτος (manatos), que significa "dotado de manos". Otros nombres son tlakamichin, del náhuatl tlaka (hombre) y michin (pez) y awakash (vaca de agua) en náhuatl.
Su nombre científico proviene del vocablo latino trichechus, que hace referencia a los pequeños pelos o cerdas esparcidas sobre su cuerpo.

## Características
La longitud del cuerpo alcanza entre 4 y 5,66 m, y el peso oscila entre 300 y 500 kg. El cuerpo es gris con intersticios rosados. Se distinguen de los dugongos por tener una cola aplanada horizontalmente en forma de espátula, en vez de forma de media luna.

## Alimentación
Los manatíes son herbívoros, y se alimentan de unos 60 tipos diferentes de plantas, como hojas de mangle o algas. Para ello usan el labio superior, que está dividido. Un manatí adulto puede comer normalmente hasta un 9 % de su peso (unos 50 kg) al día. Los manatíes antillanos también comen peces de las redes. 

## Reproducción
Cada 2 a 5 años la hembra da a luz una cría, la cual al nacer pesa 35 kg en promedio, y mide de 90 a 120 cm de largo. La cría depende totalmente de su madre y permanece con ella por lo menos 2 años. Solamente la hembra se encarga de cuidar la cría, dándole leche hasta que sus dientes estén bien formados para comer alimentos duros. Son adultos a los 4 años y pueden vivir hasta los 80. Su reproducción es  con fecundación interna. 

## Taxonomía

### Especies
De acuerdo a Mammal Species of the World, el género está conformado por tres especies:
- Trichechus manatus - manatí del Caribe o de Florida
- Trichechus senegalensis - manatí africano
- Trichechus inunguis - manatí amazónico

Sin embargo, de acuerdo a otros autores existe una cuarta especie:
- Trichechus pygmaeus - manatí enano

## Distribución
La especie Trichechus senegalensis habita las costas de África Occidental; Trichechus inunguis habita la costa este de América del Sur y los ríos de la Amazonia, y una tercera, la Trichechus manatus, habita las Antillas y ríos y estuarios de la cuenca del mar Caribe, especialmente en las costas de República Dominicana, donde existen reservas importantes, además de ser el primer país donde se crean leyes de protección para este animal. El manatí de Florida es considerado una subespecie (Trichechus manatus latirostris) y el manatí antillano, que habita desde el norte hasta el noreste de Sudamérica, es considerado como otra (Trichechus manatus manatus).
Más recientemente se ha descrito una cuarta especie de manatí, el manatí enano Trichechus bernhandi. Es próxima al manatí amazónico, más bien una probable subespecie, que solo alcanza el 1,3 m de longitud. Tiene una distribución muy restringida, unos 120 km del curso del río Aruainho, afluente del Aripuanii; habita en las aguas claras de corrientes rápidas y se alimenta en posición horizontal y no verticalmente como hace su pariente.

## Amenazas y protección
Los manatíes han sido cazados, principalmente por su carne y su grasa, aunque en la actualidad sus especies están protegidas.

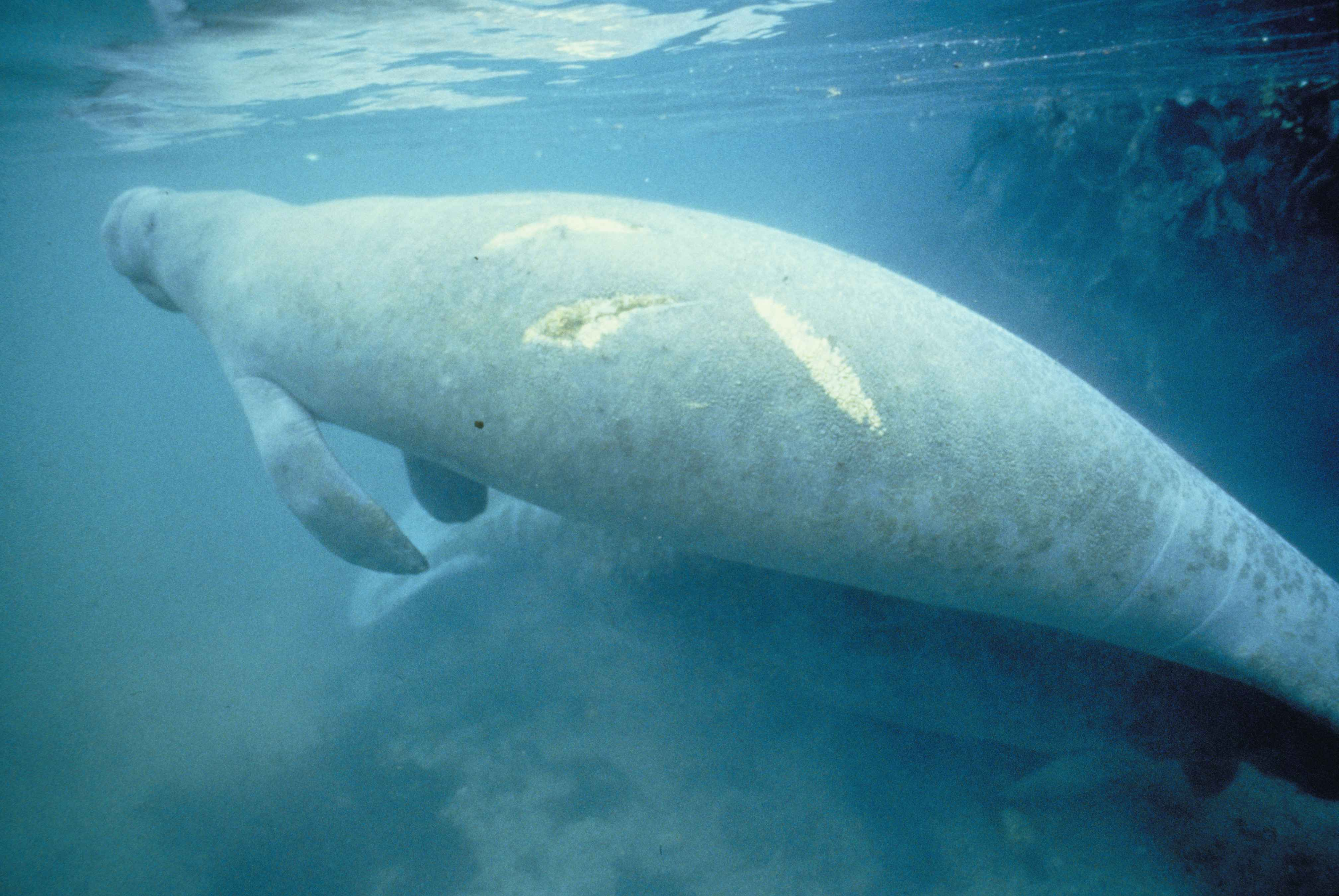
Manatí con cicatrices en su espalda causadas por un bote de motor.

El manatí del Caribe es una especie en peligro de extinción. La expansión humana ha reducido su hábitat natural en muchas áreas. La Reserva del manatí, en Río Dulce, Guatemala, es tal vez uno de sus últimos refugios. Los manatíes ingieren sustancias tóxicas o metálicas mezcladas con los vegetales. La cacería indiscriminada redujo drásticamente la población y muchos manatíes han sido heridos por los botes de motor.
En el caso del manatí de Florida, debido a su distribución por encima de la línea del Trópico de Cáncer, se congregan con frecuencia cerca de fuentes artificiales de calor, como las plantas de energía atómica. Cuando hacen esto, dejan de migrar y se vuelven dependientes de esa fuente artificial de calor. Ante el cierre o traslado de algunas fuentes de calor artificial, se necesita calentar las aguas para evitar la desaparición de esas poblaciones de manatíes.
El 15 de julio de 2014, el manatí fue declarado símbolo nacional de la fauna marina costarricense por el congreso de ese país, con el fin de incentivar su conservación. Esta declaratoria fue iniciativa de un grupo de estudiantes de la escuela Barrio Limoncito, en la provincia de Limón.

### Reservas de vida silvestre donde se encuentra los manatíes
- Cuero y salado - Honduras
- Biotopo Protegido Chocón Machacas (en la cuenca del Río Dulce, Lago de Izabal) - Guatemala
- Bahía de Chetumal - México
- Estero Hondo - República Dominicana
- Parque nacional Jaragua - República Dominicana
- Bahía de las Águilas - República Dominicana
- Parque nacional Tortuguero - Costa Rica
- Parque nacional Turuépano - Estado Sucre - Venezuela
- Parque Zoológico y Botánico Bararida - Estado Lara - Venezuela
- Refugio de Vida Silvestre Cuero y Salado - La Ceiba, Atlántida - Honduras
- Santuario del manati  -Poblado los pájaros  - Los buchecos Jonuta, Tabasco, México
- Laguna de Catazaja Chiapas; México
- Reserva Biológica Laguna de Caratasca - Gracias a Dios (Honduras)
- San San Pod Sak  Bocas del Toro, Panamá
- Reserva Nacional del Pacaya Samiria - Amazonas del Perú.
- Laguna del Condado, San Juan, Puerto Rico[7]